# Palmodes pusillus
Palmodes pusillus là một loài côn trùng cánh màng trong họ Sphecidae, thuộc chi Palmodes. Loài này được Gussakovskij miêu tả khoa học đầu tiên năm 1930.